# 阿拉里亚县
'阿拉里亚县，印度比哈尔邦辖县，总面积2830 km²。总人口2,158,608 (2001年)，其中信仰印度教者1,263,766, 穆斯林887,972 (41.13%)。县治位于阿拉里亚镇。

## 经济
经济以农业、农产品加工业为主。